# Плишкова, Каролина
Кароли́на Плишкова (официально после замужества — Грдличкова, чеш. Karolína Plíšková; чеш. Hrdličková; род. 21 марта 1992[…], Лоуни, Чехословакия) — чешская теннисистка, бывшая первая ракетка мира в одиночном разряде; финалистка двух турниров Большого шлема в одиночном разряде (Открытый чемпионат США-2016, Уимблдон-2021); победительница 22 турниров WTA (из них 17 в одиночном разряде); трёхкратная обладательница Кубка Федерации (2015, 2016, 2018) в составе национальной сборной Чехии; победительница одного юниорского турнира Большого шлема в одиночном разряде (Открытый чемпионат Австралии-2010).

## Общая информация
Каролина — одна из двух дочерей Радека Плишка и Мартины Плишковой; её сестру-близнеца зовут Кристина.
Обе сестры профессионально играют в теннис, Каролина впервые пришла на корт в четыре года. Ныне чешка тренируется в одном из пражских теннисных клубов.
Летом 2018 года вышла замуж за своего агента и бывшего телеведущего Михала Грдличку.

## Спортивная карьера

### Начало карьеры
В мае 2007 года в возрасте 15 лет Каролина дебютировала WTA-туре, сыграв на домашнем для себя турнире в Праге. В апреле 2008 года она одерживает первую победу на турнире ITF. В конце того же месяца Плишкова вновь сыграла на турнире в Праге и смогла обыграть Алисию Молик и Кайю Канепи, дойдя до четвертьфинала, где она проигрывает Виктории Азаренко. За 2009 год чешская теннисистка смогла выиграть два титула на 25-тысячниках ITF. В январе 2010 года выигрывает одиночные юниорские соревнования Открытого чемпионата Австралии. В том сезоне она смогла выиграть ещё один 25-тысячник ITF и один турнир с призовым фондом 50 000 долларов. В 2011 года она побеждает на двух 25-тысячниках в одиночном и двух в парном совместно с сестрой-близнецом Кристиной. Также чешки в августе того года смогли выиграть парный трофей на 100-тысячнике в Ванкувере.
За 2012 год Плишкова выиграла два одиночных и три парных 25-тысячника ITF. В мае того года она впервые сыграла в основной сетке турнира серии Большого шлема, пройдя квалификационный отбор Открытого чемпионата Франции. В первом раунде 20-летней чешке досталась в соперницы восьмая ракетка мира на тот момент Марион Бартоли. Более именитая француженка выиграла со счётом 6-3, 6-3. Также через три раунда квалификации Каролина пробилась на Уимблдонский турнир, где в первом раунде уступает Слоан Стивенс.
На Открытом чемпионате Австралии 2013 года Каролина выбывает в первом же раунде. В начале марта чешка смогла выиграть первый титул WTA. Происходит это на турнире в Куала-Лумпуре, где в финале она обыгрывает Бетани Маттек-Сандс 1-6, 7-5, 6-3. После этого успеха Плишкова входит в топ-100 мировой женской классификации. В апреле на турнире в Катовице она дошла до 1/4 финала. На Открытом чемпионате Франции проигрывает в первом раунде, а на Уимблдонском турнире на старте переигрывает 16-ю в мире Надежду Петрову и проходит в стадию второго раунда. На Открытом чемпионате США Плишкова вновь проиграла в первом раунде. В сентябре она выиграла 50-тысячник ITF в Китае, а в октябре в паре с сестрой Кристиной выиграл турнир WTA в Линце.

### 2014—2015 (победа в Кубке Федерации и дебют в топ-10)
На Австралийском чемпионате 2014 года Плишкова выходит во второй раунд. После него попадает в финал на турнире в Паттайе, но уступает в борьбе за титул Екатерине Макаровой 3-6, 6-7(7). В апреле она выходит в четвертьфинал в Монтеррее и полуфинал в Куала-Лумпуре. В мае Каролина вышла ещё в один четвертьфинал в Праге, а на турнире в Нюрнберге смогла выйти в финал и обыграть в четвертьфинале теннисистку из топ-10 — Анжелику Кербер (7-6(5), 6-4). В финале она уступает представительнице Канады Эжени Бушар. В парном розыгрыше турнира в Нюрнберге она выиграла главный приз, выступая в альянсе с Михаэллой Крайчек. На Открытом чемпионате Франции чешка во втором раунде проиграла № 3 в мире Агнешке Радваньской. На Уимблдонском турнире на той же стадии она проигрывает Сабине Лисицки.
В июле 2014 года на турнире в Бадгастайне она вышла в четвертьфинал, а в парных соревнованиях в дуэте с сестрой Кристиной завоевала главный трофей. Через неделю на турнире в Стамбуле она вновь попадает в 1/4 финала. На Открытом чемпионате США в матче второго раунда Каролине удаётся переиграть 9-ю ракетку мира Ану Иванович и впервые пройти в третий раунд турнира Большого шлема. В сентябре на турнире в Гонконге Плишкова добирается до обоих финалов. В одиночном разряде она уступила в решающем матче первой сеяной на турнире Сабине Лисицки, а в парном совместно с сестрой смогла завоевать титул. Через неделю ей покорился главный трофей турнира в Сеуле. В финале была обыграна Варвара Лепченко со счётом 6-3, 6-7(5), 6-2. Ещё один титул она выиграла в октябре, обыграв в финале турнира в Линце Камилу Джорджи. По итогам 2014 года она заняла 24-е место в мировом рейтинге.
В январе 2015 года Плишкова выходит в финал турнира в Сиднее, обыграв среди прочих 9-ю ракетку мира Анжелику Кербер. В решающем матче она уступила соотечественнице Петре Квитовой на двух тай-брейках. На Австралийском чемпионате Каролина впервые попала в третий раунд, где проиграла россиянке Екатерине Макаровой. В феврале Плишкова сыграла первые матчи за Сборную Чехии в розыгрыше Кубка Федерации. В том же месяце она вышла в 1/2 финала турнира в Антверпене, а затем впервые в карьере дошла до финала на турнире серии Премьер 5. Произошло это в Дубае, где для достижения успеха она обыграла Анастасию Павлюченкову, Барбору Стрыцову, Ану Иванович, Луцию Шафаржову и Гарбинье Мугурусу. В итоговом матче того турнира ей противостояла первый номер посева Симона Халеп, которая смогла обыграть Плишкову 6-4, 7-6(4). Февральские результаты позволили чешке попасть в топ-20 женской классификации. На мартовских супертурнирах в Индиан-Уэлсе и Майами она выходит в четвёртый раунд и четвертьфинал. В первых числах мая, обыграв соотечественницу Луцию Градецкую 4-6, 7-5, 6-3 в финале турнира в Праге, Плишкова завоевала четвёртый в своей карьере одиночный титул WTA.
На Ролан Гаррос 2015 года во втором раунде Каролина неожиданно проиграла 100-й в мире Кристине-Андрее Миту. В июне на травяном турнире в Бирмингеме она выходит в финал, обыграв на пути к нему 9-ю в мире Карлу Суарес Наварро (в 1/4 финала). В борьбе за главный приз она проиграла ещё одной представительнице топ-10 Анжелике Кербер. На главном турнире сезона на траве — Уимблдоне Плишкова во втором раунде проиграла Коко Вандевеге. Перейдя в августе на хард, чешка выходит в финал турнира в Стэнфорде, но опять проигрывает в решающем матче Анжелике Кербер. Несмотря на поражение, Плишкова, благодаря набранным рейтинговым очкам, впервые в карьере попала в первую десятку, заняв 8-е место. В преддверии Открытого чемпионата США вышла в 1/4 финала турнира в Нью-Хейвене. На последнем в сезоне турнире Большого шлема Каролина уже в первом раунде проиграла теннисистке из второй сотни — Анне Татишвили.
В сентябре 2015 года, сначала в Токио, а затем в Ухане, Плишкова выходит в четвертьфинал. В октябре на турнире в Тяньцзине она проходит в полуфинал. В концовке сезона ей удаётся выйти в финал турнира Трофей элиты WTA, где Плишкова уступила Винус Уильямс, а затем внести весомый вклад в общую победу сборной Чехии над Россией в розыгрыше Кубка Федерации. Каролина смогла выиграть одну из двух одиночных встреч, а совместно со Стрыцовой победила ещё и в парной, и, таким образом, финал завершился общей победой чешских теннисисток со счётом 3-2. Успешный для себя сезон Плишкова завершает в одном шаге от первой десятки, заняв 11-ю строчку рейтинга.

### 2016—2017 (финал в США и № 1 в мире)
В январе 2016 года Плишкова вышла в четвертьфинал турнира в Сиднее. На Открытом чемпионате Австралии-2016 она прошла в третий раунд, где проиграла второй год подряд Екатерине Макаровой. В парном розыгрыше она смогла впервые выйти в полуфинал турнира Большого шлема, выступив в дуэте с Юлией Гёргес. В феврале Каролина помогла сборной Чехии обыграть в 1/4 финала Кубка Федерации команду Румынии. Плишкова выиграла все свои матчи (два в одиночках и один в парах), обыграв, в том числе, № 3 в мире Симону Халеп.
В марте на турнире высшей категории Премьер в Индиан-Уэлсе Каролина вышла в полуфинал, где проиграла Виктории Азаренко. В парном розыгрыше она сумела дойти до финала в альянсе с Юлией Гёргес. В апреле Плишкова поучаствовала в победе Чехии над Швейцарией в полуфинале Кубка Федерации. Перейдя на грунт, она вышла в 1/4 финала в Штутгарте, а затем в 1/2 финала в Праге.
В июне на травяном турнире в Ноттингеме чешская теннисистка завоевала свой пятый одиночный титул в основном туре. В финале она переиграла американку Алисон Риск — 7-6(8), 7-5. На следующем турнире в Бирмингеме Каролина также взяла пятый титул WTA, но уже в парном разряде, разделив свой успех с Барборой Стрыцовой. Перед Уимблдоном она смогла сыграть ещё в одиночном финале в Истборне, где проиграла Доминике Цибулковой — 5-7, 3-6. На Уимблдонском турнире она лучше всего сыграла в парах, доиграв до полуфинала в альянсе с Гёргес (в одиночках выбыла во втором раунде).
В августе Плишкова набрала хорошую форму и выдала серию из 10 побед подряд. Она смогла стать победительницей турнира серии Премьер 5 в Цинциннати. На пути к титулу Каролина обыграла сразу трёх представительниц топ-10: в 1/4 финала Светлану Кузнецову, в 1/2 Гарбинью Мугурусу, а в финале со счётом 6-3, 6-1 вторую ракетку мира Анжелику Кербер. Далее последовало великолепное выступление на Открытом чемпионате США. Плишкова смогла выйти в свой первый финал на Большом шлеме, обыграв для этого в полуфинале лидера мирового рейтинга Серену Уильямс. В финале она не смогла добиться победы над Анжеликой Кербер. Плишкова стала первой чешской теннисисткой в финале одиночных соревнований в США с 1993 года. Этот результат позволил Каролине подняться на 6-ю строчку мирового рейтинга.
| Стадия  | Соперница (посев)           | Рейтинг | Счёт        |
| 1 раунд | София Кенин (WC)            | 243     | 6-4 6-3     |
| 2 раунд | Монсеррат Гонсалес (Q)      | 192     | 6-1 7-5     |
| 3 раунд | Анастасия Павлюченкова (17) | 18      | 6-2 6-4     |
| 4 раунд | Винус Уильямс (6)           | 6       | 6-3 7-5     |
| 1/4     | Ана Конюх                   | 92      | 6-2 6-2     |
| 1/2     | Серена Уильямс (1)          | 1       | 6-2 7-6(5)  |
| Финал   | Анжелика Кербер (2)         | 2       | 3-6 6-4 4-6 |

Осенью результаты Плишковой были скромнее, лучшим турниром на пути к Итоговому турниру стал выход в третий раунд на Премьер-турнире в Пекине, где Каролина проиграла британке Йоханне Конта. В конце октября она приняла участие в Итоговом турнире WTA в Сингапуре. На групповом этапе — два поражения (от Кузнецовой и Радваньской) и одна победа над Гарбиньей Мугурусой (6-2, 6-7, 7-5). В результате — Каролина не вышла в полуфинал. По итогам сезона она заняла 6-е место рейтинга, а в парном рейтинге достигла наивысшей для себя 11-й позиции. В самом конце сезона Плишкова сыграла в финале Кубка Федерации против сборной Франции. На грунте она победила Кристину Младенович в затяжном и трудном матче (6-3, 4-6, 16-14) и проиграла Каролине Гарсии в трех сетах. В решающей парной встрече в дуэте со Стрыцовой она смогла переиграть этих же соперниц в другой паре со счётом 7-5, 7-5, что позволило Чехии стать обладателем Кубка в 10-й раз и 3-й подряд.
Сезон 2017 года Каролина Плишкова начала чрезвычайно успешно. На 19 февраля у неё было 15 побед при одном поражении. На первом для себя турнире в Брисбене она завоевала главный приз, по пути обыграв таких сильных соперниц как Элина Свитолина, Роберта Винчи и Юлия Путинцева. Плишкова завоевала титул, уверенно обыграв в финале Ализе Корне из Франции — 6-0, 6-3. На Открытом чемпионате Австралии она впервые дошла до 1/4 финала, обыграв в том числе Елену Остапенко и Дарью Гаврилову. В борьбе за полуфинал хорватка Мирьяна Лучич-Барони нанесла поражение чешке — 4-6, 6-3, 4-6. Успехи Каролины в январе подняли её в рейтинге WTA с шестого до третьего места, на тот момент она уступала лишь Серене Уильямс и Анжелике Кербер.
В феврале после выступления в Австралии Каролина помогла сборной Чехии против сборной Испании в 1/4 Кубка Федерации — две победы и обе в двух сетах, включая победу над Гарбиньей Мугурусой — 6-2, 6-2. Победная серия Плишковой продолжилась на Премьер-турнире в Дохе. Плишкова вышла в финал, победив по пути трёх теннисисток, включая Гарсию из Франции и № 3 в мире Цибулкову (словачку — в трёх сетах). В финале чешка победила Каролину Возняцки из Дании, которой ранее три раза проиграла. Счёт — 6-3, 6-4. Это восьмой титул WTA в карьере Каролины и уже второй премьер-титул за полтора месяца в 2017 году. Каролина к концу февраля заняла второе место в Чемпионской гонке WTA за 2017 год, потеснив на третье место Винус Уильямс из США и уступая лишь Серене Уильямс.
В марте Плишкова хорошо сыграла на супер турнире в Индиан-Уэлсе, пройдя в полуфинал. По пути она одержала четыре победы, в том числе — над чемпионкой Олимпийских играх в Рио-де-Жанейро Моникой Пуиг и испанкой Гарбин Мугурусой. Россиянка Светлана Кузнецова в 1/2 финала победила чешку в двух тай-брейках 6-7(5), 6-7(2). На следующем турнире высшей категории в Майами Плишкова также смогла выйти в полуфинал. Были побеждены Мэдисон Бренгл, Юлия Путинцева, Барбора Стрыцова и Мирьяна Лючич-Барони. Каролина Возняцки из Дании остановила победную серию Плишковой в 1/2 финала.
Грунтовую часть сезона Плишкова начала с четвертьфинала в Штутгарте. На 1 мая она продолжила лидировать в Чемпионской гонке WTA, опережая Возняцки и британку Контуи занимая 3-е место в общем рейтинге. В мае она следующий раз достигла четвертьфинала на турнире серии Премьер 5 в Риме. На Открытом чемпионате Франции Каролина впервые смогла пройти в полуфинал, в котором не смогла совладать с Халеп. В июне она выиграла турнир на траве в Истборне, обыграв двух теннисисток из топ-10 (в 1/4 финала Светлану Кузнецову и в финале Каролину Возняцки). После триумфа в Истборне 3 июля Каролина Плишкова вернула себе лидерство в Чемпионской гонке-2017. На Уимблдоне чешка выступила неудачно, выбыв во втором раунде, однако потери рейтинговых очков у конкуренток позволили Плишковой впервые стать первой ракеткой мира. Она стала первой теннисисткой, выступающей под флагом Чехии (Мартина Навратилова, которая родом из Чехословакии возглавила рейтинг в 1978 году, выступая под флагом США). Также она стала шестой из 23-х первых ракеток мира на тот момент, кто поднялся на первую строчку, не имея победы на турнирах Большого шлема.
В ранге первой ракетки мира Плишкова смогла выйти в четвертьфинал в Торонто, полуфинал в Цинциннати и четвертьфинал Открытого чемпионата США. После выступления в Нью-Йорке она уступила первое место рейтинга, пробыв на вершине 8 недель. Осенью чешская теннисистка достигла четвертьфиналов в Токио и Ухане. На Итоговом турнире она смогла выйти в полуфинал, выиграв два из трёх матчей в своей группе. Однако в борьбе за решающий матч Каролина проиграла Возняцки. По итогам сезона 2017 года она заняла 4-е место рейтинга.

### 2018—2020 (полуфинал в Австралии и титул в Риме)
Сезон 2018 года Плишкова начала с выхода в полуфинал в Брисбене, в котором проиграла Элине Свитолиной. На первом в году «Большом шлеме» Каролина вновь, как и в 2017 году, дошла до четвертьфинала, где уступила Симоне Халеп из Румынии. Это повторение лучшего результата на кортах Мельбурна. В середине февраля на турнире в Дубае, чешская спортсменка сумела дойти до четвертьфинала.
В марте на крупном турнире в Индиан-Уэлсе Плишкова вышла в четвертьфинал, в котором проиграла Наоми Осаке. На следующем подобном турнире в Майами она также вышла в 1/4 финала, где уступила уже Виктории Азаренко. В апреле, обыграв Анжелику Кербер, она помогла Чехии выйти в финал Кубка Федерации. Затем Плишкова выиграла первый в сезоне турнир, обыграв в финале в Штутгарте американку Коко Вандевеге — 7-6(2), 6-4. В мае на турнире высшей категории Премьер в Мадриде Плишкова обыграла в третьем раунде Слоан Стивенс (№ 9 в мире), а затем в четвертьфинале выбила первую ракетку мира Симону Халеп — 6-4, 6-3, пройдя в полуфинал. На Ролан Гаррос она проиграла в третьем раунде.
В июне Плишкова вышла в четвертьфинал в Истборне, а на Уимблдонском турнире впервые сыграла на стадии четвёртого раунда. На Открытом чемпионате США она доиграла до четвертьфинала, проиграв в нём Серене Уильямс. В сентябре Каролина смогла взять второй титул в сезоне, став победительницей турнира в Токио. В решающем матче она смогла переиграть № 7 в мире Наоми Осаку со счётом 6-4, 6-4. В октябре Плишкова сыграла в финале турнира Тяньцзине, в котором упустила победу, проиграв Каролин Гарсии — 6-7(7), 3-6. Попав по результатам сезона на Итоговый турнир Плишкова в своей группе обыграла Возняцки и Квитову и вышла в полуфинал со второго места в группе, пропустив на первое Свитолину. В 1/2 финала чешка не справилась с американкой Слоан Стивенс. Итоговым местом в рейтинге 2018 года стало 8-е место.
На первой январской неделе сезона 2019 года Плишкова сумела завоевать трофей в Брисбене, где она побеждала в 2017 году. В решающем матче, в трёх сетах, она обыграла украинскую теннисистку Лесю Цуренко. 23 января в четвертьфинале Открытого чемпионата Австралии Каролина Плишкова обыграла Серену Уильямс, отыгравшись со счёта 1:5 в решающем сете при том, что соперница имела 4 матчбола. Уже на следующий день в полуфинале Каролина уступила японской теннисистке Наоми Осака. Это был первый полуфинал чешки н Большом шлеме в Австралии и после турнира она смогла вернуться в топ-5 женского рейтинга. В феврале на турнире в Дубае она доиграла до четвертьфинала, где проиграла Се Шувэй. В марте на престижном турнире в Индиа-Уэлсе она так же дошла до четвертьфинала, где уступила швейцарке Белинде Бенчич. Следующий турнир высшей категории Премьер в Майами принёс Каролине выход в финал, в который она попала после выигрыша в полуфинале у третьей ракетки мира Симоны Халеп (7-5, 6-1). В финале 30 марта она сыграла против австралийки Эшли Барти, но проиграла ей со счётом 6-7(1), 3-6.
Главным результатом в грунтовой части сезона стала победа Плишковой на турнире серии Премьер 5 в Риме. Она прекрасно смогла провести турнир, одержав пять побед и обыграв в финале британку Йоханну Конту — 6-3, 6-4. Победа в Риме принесла Плишковой отличный взлёт в рейтинге. С седьмого места она разом поднялась на второе место в мире, но после третьего раунда на Ролан Гаррос стала третей. Следующий титул Каролина выиграла в июне на траве в Истборне, переиграв в решающих раундах № 4 в мире Кики Бертенс (6-1, 6-2) и № 5 Анжелику Кербер (6-1, 6-4). На Уимблдоне она второй год подряд доиграла до четвёртого раунда.
В августе на связке турниров Премьер 5 в Торонто и Цинциннати Плишкова доиграла до четвертьфинала. На Открытом чемпионате США 2019 года она проиграла в четвёртом раунде британке Йоханне Конта в трёх сетах. С сентября Плишкова вновь поднялась на второе место в мире. В этом статусе она выиграла турнир в Чжэнчжоу, взяв в финале реванш за поражение на Ролан Гаррос у Петры Мартич (6-3, 6-2). Эта победа стала 15-й в карьере теннисистки на одиночных турнирах WTA. На Итоговом турнире Каролина в своей группе обыграла Симону Халеп и на отказе соперницы от продолжения встречи Бьянку Андрееску, а проиграла Элине Свитолиной. Третий год подряд чешская теннисистка вышла в полуфинал, где на этот раз в ранге второй ракетки мира попала на первую — Эшли Барти, проиграв австралийке в трёх сетах. По итогам сезона Плишкова смогла сохранить вторую строчку.
2020 год Плишкова начала с победы на турнире в Брисбене, где она первенствовала в третий раз в карьере и второй раз подряд. В финале она встречалась с американкой Мэдисон Киз и переиграла её в трёх сетах (6-4, 4-6, 7-5). На Австралийском чемпионате она оступилась в третьем раунде, потерпев поражение от россиянки Анастасии Павлюченковой. В феврале она максимум смогла выйти в четвертьфинал в Дубае и третий раунд в Дохе. После возобновления сезона, в августе она выступила на Открытом чемпионате США, но проиграла там уже во втором раунде.
В перенесенном на осень грунтовом отрезке сезона, Плишкова в сентябре смогла выйти в финал крупного турнира в Риме, но не смогла завершить его, снявшись во втором сете в противостоянии с Симоной Халеп. На Ролан Гаррос она выбыла уже на стадии второго раунда, проиграв Елене Остапенко. Сезон она завершила 6-й в мире и пятый год подряд в топ-10 мирового рейтинга.

### 2021—2022 (финал на Уимблдоне, возвращение в топ-3 и травма)
В начале сезона 2021 года Плишкова не показывала сильных результатов, чаще всего доигрывая до третьего раунда на турнирах ил 1/4 финала более мелких соревнований. Первого финала в году она достигла на турнире в Риме в мае, где в решающем матче в сухую по геймам проиграла Иге Свёнтек. На Ролан Гаррос она дальше всего прошла в парном разряде, достигнув четвертьфинала в команде с сестрой Кристиной. На Уимблдонском турнире Плишкова во второй раз в карьере смогла сыграть в решающем матче за титул Большого шлема. Пять матчей подряд она прошла без потерь в сетах и смогла, таким образом, собрать карьерное достижение, хотя бы раз добраться до полуфинала на всех четырёх турнирах Большого шлема. В полуфинале она вышла на матч против № 4 в мире Арины Соболенко, обыграв её в трёх сетах, а в титульном мачте проиграла первой ракетке мира Эшли Барти, взяв один сет из трёх.
| Стадия  | Соперница (посев)      | Рейтинг | Счёт           |
| 1 раунд | Тамара Зиданшек        | 47      | 7-5 6-4        |
| 2 раунд | Донна Векич            | 49      | 6-2 6-2        |
| 3 раунд | Тереза Мартинцова      | 87      | 6-3 6-3        |
| 4 раунд | Людмила Самсонова (WC) | 65      | 6-2 6-3        |
| 1/4     | Виктория Голубич       | 66      | 6-2 6-2        |
| 1/2     | Арина Соболенко (2)    | 4       | 5-7 6-4 6-4    |
| Финал   | Эшли Барти (1)         | 1       | 3-6 7-6(4) 3-6 |

После выхода в финал на Уимблдоне Плишкова поднялась в рейтинге на 7-е место. Она выступила на Олимпийских играх в Токио, где дошла до третьего раунда в одиночном разряде и второго раунда в парном (с Маркетой Вондроушовой). В августе на турнире серии WTA 1000 в Монреале удалось выйти в финал после победы над Ариной Соболенко в 1/2 финала со счётом 6-3, 6-4. В титульном матче она уступила итальянке Камиле Джорджи в двух сетах. Этот результат позволил Плишковой переместиться на четвёртое место рейтинга. На следующем «тысячнике» в Цинциннати она доиграла до полуфинала, а на Открытом чемпионате США прошла в четвертьфинал, который позволи ей стать третьей ракеткой мира. В осенней части сезона Плишкова сыграла два турнира, включая Итоговый турнир WTA, на котором она не смогла выйти из группы. Плишкова выиграла два матча из трёх (у Мугурусы и Крейчиковой) и проиграла Анетт Контавейт, однако по дополнительным показателям по итогу заняла третье место в своей группе, которое не позволило выйти плей-офф. Сезон 2021 года она закончила в статусе четвёртой ракетки мира.
Плишкова травмировала руку на тренировке и была вынуждена пропустить старт сезона 2022 года, включающего в себя Открытый чемпионат Австралии. На корт она вернулась в марте. В мае на турнире в Страсбурге она впервые в сезоне выиграла больше одного матча подряд и вышла в полуфинал. Ролан Гаррос и Уимблдон завершились для неё во втором раунде, а между ними она сыграла в четвертьфинале турнира в Берлине. В июле Плишкова потеряла место в топ-10 мирового рейтинга. На «тысячнике» в Торонто она смогла выйти в полуфинал. На Открытом чемпионате США смогла обыграть Викторию Азаренко в четвёртом раунде и выйти в четвертьфинал, в котором уступила ещё одной белорусской теннисистке Арине Соболенко. По результатам сезона Плишкова впервые с 2014 года не смогла войти в топ-30 итогового рейтинга WTA.

### 2023—2024
На Открытом чемпионате Австралии 2023 года Плишкова вышла в четвертьфинал, что позволило вернуть место в топ-20 до июля. В феврале она вышла в четвертьфинал на турнире WTA 1000 в Дубае. В Индиан-Уэлсе в марте доиграла до четвёртого раунда, а в Майами до третьего. В апреле сыграла в 1/4 финала в Штутгарте. Далее до конца сезона она ни разу не смогла пройти далее второго раунда и уже в сентябре завершила для себя сезон.
В феврале 2024 года Плишкова выиграла первый за четыре года титул в Туре. Она смогла стать лучшей на турнире в Трансильвании, не проиграв за пять матчей ни одного сета. На следующем для себя турнире уже уровня WTA 1000 в Дохе выиграла четыре матча и вышла в полуфинал, однако на матч против Игы Свёнтек она не вышла из-за травмы поясницы. Следующим заметным достижением по ходу сезона стало попадание в финал на травяном турнире в Ноттингеме, в котором она проиграла Кэти Боултер в трёх сетах. В матче второго раунда против Жасмин Паолини на Открытом чемпионате США Плишкова получила травму ноги уже в первом гейме. Плишкова досрочно завершила сезон и взяла длительную паузу в выступлениях, за время которой провела две операции.

## Итоговое место в рейтинге WTA по годам
| Год  | Одиночный рейтинг | Парный рейтинг |
| ---- | ----------------- | -------------- |
| 2024 | 41                |                |
| 2023 | 37                | 234            |
| 2022 | 32                | 329            |
| 2021 | 4                 | 124            |
| 2020 | 6                 | 86             |
| 2019 | 2                 | 96             |
| 2018 | 8                 | 208            |
| 2017 | 4                 | 414            |
| 2016 | 6                 | 11             |
| 2015 | 11                | 46             |
| 2014 | 24                | 46             |
| 2013 | 67                | 77             |
| 2012 | 120               | 102            |
| 2011 | 159               | 130            |
| 2010 | 203               | 364            |
| 2009 | 228               |                |
| 2008 | 427               | 818            |
| 2007 | 860               | 917            |
| 2006 | 1168              |                |

По данным официального сайта WTA.

## Выступления на турнирах

### Финалы турниров Большого шлема в одиночном разряде (2)

#### Поражения (2)
| №  | Год  | Турнир                 | Покрытие | Соперница в финале | Счёт           |
| 1. | 2016 | Открытый чемпионат США | Хард     | Анжелика Кербер    | 3-6 6-4 4-6    |
| 2. | 2021 | Уимблдон               | Трава    | Эшли Барти         | 3-6 7-6(4) 3-6 |

### Финалы Итоговых турнировWTAв одиночном разряде (1)

#### Поражения (1)
| №  | Год  | Турнир           | Покрытие   | Соперница в финале | Счёт       |
| 1. | 2015 | Трофей элиты WTA | Хард (зал) | Винус Уильямс      | 5-7 6-7(6) |

### Финалы турнировWTAв одиночном разряде (34)

#### Победы (17)
| Легенда:                                   |
| ------------------------------------------ |
| Турниры Большого шлема (0)*                |
| Олимпиада (0)                              |
| Итоговый турнир WTA (0)                    |
| Трофей элиты WTA (0)                       |
| Premier Mandatory / WTA 1000 Mandatory (0) |
| Premier 5 / WTA 1000 (2)                   |
| Premier / WTA 500 (9+1)                    |
| International / WTA 250 (6+4)              |

| Титулы по покрытиям | Титулы по месту проведения матчей турнира |
| ------------------- | ----------------------------------------- |
| Хард (11+2)*        | Зал (4+1)                                 |
| Грунт (3+2)         | Зал (4+1)                                 |
| Трава (3+1)         | Открытый воздух (13+4)                    |
| Ковёр (0)           | Открытый воздух (13+4)                    |

* количество побед в одиночном разряде + количество побед в парном разряде.
| №   | Дата             | Турнир                      | Покрытие    | Соперница в финале  | Счёт              |
| 1.  | 3 марта 2013     | Куала-Лумпур, Малайзия      | Хард        | Бетани Маттек-Сандс | 1-6 7-5 6-3       |
| 2.  | 21 сентября 2014 | Сеул, Южная Корея           | Хард        | Варвара Лепченко    | 6-3 6-7(5) 6-2    |
| 3.  | 12 октября 2014  | Линц, Австрия               | Хард (зал)  | Камила Джорджи      | 6-7(4) 6-3 7-6(4) |
| 4.  | 2 мая 2015       | Прага, Чехия                | Грунт       | Луция Градецкая     | 4-6 7-5 6-3       |
| 5.  | 12 июня 2016     | Ноттингем, Великобритания   | Трава       | Алисон Риск         | 7-6(8) 7-5        |
| 6.  | 21 августа 2016  | Цинциннати, США             | Хард        | Анжелика Кербер     | 6-3 6-1           |
| 7.  | 7 января 2017    | Брисбен, Австралия          | Хард        | Ализе Корне         | 6-0 6-3           |
| 8.  | 18 февраля 2017  | Доха, Катар                 | Хард        | Каролина Возняцки   | 6-3 6-4           |
| 9.  | 1 июля 2017      | Истборн, Великобритания     | Трава       | Каролина Возняцки   | 6-4 6-4           |
| 10. | 29 апреля 2018   | Штутгарт, Германия          | Грунт (зал) | Коко Вандевеге      | 7-6(2) 6-4        |
| 11. | 23 сентября 2018 | Токио, Япония               | Хард        | Наоми Осака         | 6-4 6-4           |
| 12. | 6 января 2019    | Брисбен, Австралия (2)      | Хард        | Леся Цуренко        | 4-6 7-5 6-2       |
| 13. | 19 мая 2019      | Рим, Италия                 | Грунт       | Йоханна Конта       | 6-3 6-4           |
| 14. | 29 июня 2019     | Истборн, Великобритания (2) | Трава       | Анжелика Кербер     | 6-1 6-4           |
| 15. | 15 сентября 2019 | Чжэнчжоу, Китай             | Хард        | Петра Мартич        | 6-3 6-2           |
| 16. | 12 января 2020   | Брисбен, Австралия (3)      | Хард        | Мэдисон Киз         | 6-4 4-6 7-5       |
| 17. | 11 февраля 2024  | Клуж-Напока, Румыния        | Хард (зал)  | Ана Богдан          | 6-4 6-3           |

#### Поражения (17)
| №   | Дата             | Турнир                    | Покрытие   | Соперница в финале | Счёт              |
| 1.  | 2 февраля 2014   | Паттайя, Таиланд          | Хард       | Екатерина Макарова | 3-6 6-7(7)        |
| 2.  | 24 мая 2014      | Нюрнберг, Германия        | Грунт      | Эжени Бушар        | 2-6 6-4 3-6       |
| 3.  | 14 сентября 2014 | Гонконг                   | Хард       | Сабина Лисицки     | 5-7 3-6           |
| 4.  | 16 января 2015   | Сидней, Австралия         | Хард       | Петра Квитова      | 6-7(5) 6-7(6)     |
| 5.  | 21 февраля 2015  | Дубай, ОАЭ                | Хард       | Симона Халеп       | 4-6 6-7(4)        |
| 6.  | 21 июня 2015     | Бирмингем, Великобритания | Трава      | Анжелика Кербер    | 7-6(5) 3-6 6-7(4) |
| 7.  | 9 августа 2015   | Станфорд, США             | Хард       | Анжелика Кербер    | 3-6 7-5 4-6       |
| 8.  | 8 ноября 2015    | Трофей элиты WTA          | Хард (зал) | Винус Уильямс      | 5-7 6-7(6)        |
| 9.  | 25 июня 2016     | Истборн, Великобритания   | Трава      | Доминика Цибулкова | 5-7 3-6           |
| 10. | 10 сентября 2016 | Открытый чемпионат США    | Хард       | Анжелика Кербер    | 3-6 6-4 4-6       |
| 11. | 14 октября 2018  | Тяньцзинь, Китай          | Хард       | Каролин Гарсия     | 6-7(7) 3-6        |
| 12. | 30 марта 2019    | Майами, США               | Хард       | Эшли Барти         | 6-7(1) 3-6        |
| 13. | 21 сентября 2020 | Рим, Италия               | Грунт      | Симона Халеп       | 0-6 1-2 — отказ   |
| 14. | 16 мая 2021      | Рим, Италия (2)           | Грунт      | Ига Свёнтек        | 0-6 0-6           |
| 15. | 10 июля 2021     | Уимблдон                  | Трава      | Эшли Барти         | 3-6 7-6(4) 3-6    |
| 16. | 15 августа 2021  | Монреаль, Канада          | Хард       | Камила Джорджи     | 3-6 5-7           |
| 17. | 16 июня 2024     | Ноттингем, Великобритания | Трава      | Кэти Боултер       | 6-4 3-6 2-6       |

### Финалы турнировITFв одиночном разряде (16)

#### Победы (10)
| Легенда:          |
| ----------------- |
| WTA 125 (0)*      |
| 100.000 USD (0+1) |
| 75.000 USD (0)    |
| 50.000 USD (2)    |
| 25.000 USD (7+5)  |
| 10.000 USD (1)    |

| Титулы по покрытиям | Титулы по месту проведения матчей турнира |
| ------------------- | ----------------------------------------- |
| Хард (4+4)*         | Зал (3+3)                                 |
| Грунт (2+1)         | Зал (3+3)                                 |
| Трава (0)           | Открытый воздух (7+3)                     |
| Ковёр (4+1)         | Открытый воздух (7+3)                     |

* количество побед в одиночном разряде + количество побед в парном разряде.
| №   | Дата             | Турнир                 | Покрытие    | Соперница в финале | Счёт              |
| 1.  | 20 апреля 2008   | Бол, Хорватия          | Грунт       | Флоранс Аринг      | 6-4 7-5           |
| 2.  | 31 мая 2009      | Градо, Италия          | Грунт       | Юлия Шруфф         | 7-6(2) 7-5        |
| 3.  | 13 сентября 2009 | Ното, Япония           | Ковёр       | Сихо Хисамацу      | 3-6 7-6(2) 7-6(9) |
| 4.  | 2 мая 2010       | Гифу, Япония           | Хард        | Сунь Шэннань       | 6-3 3-6 6-3       |
| 5.  | 24 октября 2010  | Глазго, Великобритания | Хард (зал)  | Эйрини Георгату    | 3-6 6-0 6-3       |
| 6.  | 23 октября 2011  | Макинохара, Япония     | Ковёр       | Эрика Сэма         | 6-7(5) 6-2 6-0    |
| 7.  | 30 октября 2011  | Хамамацу, Япония       | Ковёр       | Дзюнри Намигата    | 6-2 7-6(4)        |
| 8.  | 5 февраля 2012   | Гренобль, Франция      | Хард (зал)  | Кристина Плишкова  | 7-6(11) 7-6(6)    |
| 9.  | 18 ноября 2012   | Завада, Польша         | Ковёр (зал) | Ана Врлич          | 6-3 6-2           |
| 10. | 15 сентября 2013 | Санья, Китай           | Хард        | Чжэн Сайсай        | 6-3 6-4           |

#### Поражения (6)
| №  | Дата           | Турнир                    | Покрытие   | Соперница в финале | Счёт           |
| 1. | 16 мая 2010    | Куруме, Япония            | Ковёр      | Кристина Плишкова  | 7-5 2-6 0-6    |
| 2. | 5 июня 2011    | Пршеров, Чехия            | Грунт      | Река-Луца Яни      | 0-6 3-6        |
| 3. | 17 июля 2011   | Дармштадт, Германия       | Грунт      | Мэнди Минелла      | 6-7(5) 2-6     |
| 4. | 20 ноября 2011 | Братислава, Словакия      | Хард (зал) | Леся Цуренко       | 5-7 3-6        |
| 5. | 4 декабря 2011 | Вендрине, Чехия           | Хард (зал) | Амра Садикович     | 7-5 1-6 6-7(5) |
| 6. | 8 июня 2013    | Ноттингем, Великобритания | Трава      | Петра Мартич       | 3-6 3-6        |

### Финалы турнировWTAв парном разряде (7)

#### Победы (5)
| №  | Дата             | Турнир                    | Покрытие   | Партнёрша         | Соперницы в финале                      | Счёт            |
| 1. | 13 октября 2013  | Линц, Австрия             | Хард (зал) | Кристина Плишкова | Габриэла Дабровски Алиция Росольская    | 7-6(6) 6-4      |
| 2. | 24 мая 2014      | Нюрнберг, Германия        | Грунт      | Михаэлла Крайчек  | Ралука Олару Шахар Пеер                 | 6-0 4-6 [10-6]  |
| 3. | 13 июля 2014     | Бадгастайн, Австрия       | Грунт      | Кристина Плишкова | Андрея Клепач Мария Тереса Торро Флор   | 4-6 6-3 [10-6]  |
| 4. | 14 сентября 2014 | Гонконг                   | Хард       | Кристина Плишкова | Патриция Майр-Ахлайтнер Арина Родионова | 6-2 2-6 [12-10] |
| 5. | 19 июня 2016     | Бирмингем, Великобритания | Трава      | Барбора Стрыцова  | Ваня Кинг Алла Кудрявцева               | 6-3 7-6(1)      |

#### Поражения (2)
| №  | Дата          | Турнир           | Покрытие | Партнёрша         | Соперницы в финале                 | Счёт           |
| 1. | 14 июля 2013  | Палермо, Италия  | Грунт    | Кристина Плишкова | Кристина Младенович Катажина Питер | 1-6 7-5 [8-10] |
| 2. | 19 марта 2016 | Индиан-Уэлс, США | Хард     | Юлия Гёргес       | Коко Вандевеге Бетани Маттек-Сандс | 6-4 4-6 [6-10] |

### Финалы турнировITFв парном разряде (12)

#### Победы (6)
| №  | Дата            | Турнир                   | Покрытие    | Партнёрша           | Соперницы в финале                   | Счёт              |
| 1. | 13 февраля 2011 | Ранчо-Мираж, США         | Хард        | Кристина Плишкова   | Надежда Гуськова Сандра Заневская    | 6-7(6) 6-1 [10-5] |
| 2. | 5 июня 2011     | Пршеров, Чехия           | Грунт       | Катерина Крамперова | Людмила Киченок Надежда Киченок      | 6-3 6-4           |
| 3. | 7 августа 2011  | Ванкувер, Канада         | Хард        | Кристина Плишкова   | Ноппаван Летчивакан Джейми Хэмптон   | 5-7 6-2 [10-2]    |
| 4. | 28 января 2012  | Андрезье-Бутеон, Франция | Хард (зал)  | Кристина Плишкова   | Ева Грдинова Жюли Куэн               | 6-4 4-6 [10-5]    |
| 5. | 4 февраля 2012  | Гренобль, Франция        | Хард (зал)  | Кристина Плишкова   | Марина Заневская Валентина Ивахненко | 6-1 6-3           |
| 6. | 18 ноября 2012  | Завада, Польша           | Ковёр (зал) | Кристина Плишкова   | Кристина Барруа Сандра Клеменшиц     | 6-3 6-1           |

#### Поражения (6)
| №  | Дата             | Турнир                   | Покрытие   | Партнёрша         | Соперницы в финале                | Счёт               |
| 1. | 16 мая 2010      | Куруме, Япония           | Ковёр      | Кристина Плишкова | Сунь Шэннань Сюй Ифань            | 0-6 3-6            |
| 2. | 17 июля 2011     | Дармштадт, Германия      | Грунт      | Гана Бирнерова    | Натела Дзаламидзе Анна Цая        | 5-7 6-2 [6-10]     |
| 3. | 6 ноября 2011    | Тайбэй, Тайвань          | Хард (зал) | Кристина Плишкова | Чжань Юнжань Чжэн Цзе             | 6-7(5) 7-5 [5-10]  |
| 4. | 19 ноября 2011   | Братислава, Словакия     | Хард (зал) | Кристина Плишкова | Наоми Броуди Кристина Младенович  | 7-5 4-6 [2-10]     |
| 5. | 23 сентября 2012 | Шрусбери, Великобритания | Хард (зал) | Кристина Плишкова | Весна Долонц Штефани Фёгеле       | 1-6 7-6(3) [13-15] |
| 6. | 30 ноября 2012   | Дубай, ОАЭ               | Хард       | Ева Грдинова      | Вера Душевина Мария Елена Камерин | 5-7 3-6            |

### Финалы командных турниров (3)

#### Победы (3)
| №  | Год  | Турнир              | Команда                                 | Соперник в финале                            | Счёт |
| 1. | 2015 | Кубок Федерации     | Чехия П.Квитова, К.Плишкова, Б.Стрыцова | Россия А.Павлюченкова, М.Шарапова, Е.Веснина | 3-2  |
| 2. | 2016 | Кубок Федерации (2) | Чехия П.Квитова, К.Плишкова, Б.Стрыцова | Франция К.Гарсия, А.Корне, К.Младенович      | 3-2  |
| 3. | 2018 | Кубок Федерации (3) | Чехия Не играла в финале                | США С.Кенин, Д.Коллинз, Н.Мелихар, А.Риск    | 3-0  |

## История выступлений на турнирах
По состоянию на 24 февраля 2025 года
Для того, чтобы предотвратить неразбериху и удваивание счета, информация в этой таблице корректируется только по окончании участия там данного игрока.
| Турнир                          | 2010          | 2011          | 2012  | 2013          | 2014          | 2015          | 2016   | 2017          | 2018          | 2019          | 2020          | 2021          | 2022          | 2023          | 2024  | Итог   | В/П за карьеру |
| ------------------------------- | ------------- | ------------- | ----- | ------------- | ------------- | ------------- | ------ | ------------- | ------------- | ------------- | ------------- | ------------- | ------------- | ------------- | ----- | ------ | -------------- |
| Турниры Большого шлема          |               |               |       |               |               |               |        |               |               |               |               |               |               |               |       |        |                |
| Открытый чемпионат Австралии    | -             | К             | К     | 1Р            | 2Р            | 3Р            | 3Р     | 1/4           | 1/4           | 1/2           | 3Р            | 3Р            | -             | 1/4           | 1Р    | 0 / 10 | 26-11          |
| Открытый чемпионат Франции      | -             | К             | 1Р    | 1Р            | 2Р            | 2Р            | 1Р     | 1/2           | 3Р            | 3Р            | 2Р            | 2Р            | 2Р            | 1Р            | 1Р    | 0 / 13 | 14-13          |
| Уимблдонский турнир             | К             | -             | 1Р    | 2Р            | 2Р            | 2Р            | 2Р     | 2Р            | 4Р            | 4Р            | НП            | Ф             | 2Р            | 1Р            | 1Р    | 0 / 12 | 18-12          |
| Открытый чемпионат США          | К             | К             | К     | 1Р            | 3Р            | 1Р            | Ф      | 1/4           | 1/4           | 4Р            | 2Р            | 1/4           | 1/4           | 2Р            | 2Р    | 0 / 12 | 30-12          |
| Итог                            | 0 / 0         | 0 / 0         | 0 / 2 | 0 / 4         | 0 / 4         | 0 / 4         | 0 / 4  | 0 / 4         | 0 / 4         | 0 / 4         | 0 / 3         | 0 / 4         | 0 / 3         | 0 / 4         | 0 / 4 | 0 / 48 |                |
| В/П в сезоне                    | 0-0           | 0-0           | 0-2   | 1-4           | 5-4           | 4-4           | 9-4    | 14-4          | 13-4          | 13-4          | 4-3           | 13-4          | 6-3           | 5-4           | 1-4   |        | 88-48          |
| Олимпийские игры                |               |               |       |               |               |               |        |               |               |               |               |               |               |               |       |        |                |
| Олимпийские игры                | Не проводился | Не проводился | -     | Не проводился | Не проводился | Не проводился | -      | Не проводился | Не проводился | Не проводился | Не проводился | 3Р            | Не проводился | Не проводился | -     | 0 / 1  | 2-1            |
| Итоговые турниры                |               |               |       |               |               |               |        |               |               |               |               |               |               |               |       |        |                |
| Итоговый турнир WTA             | -             | -             | -     | -             | -             | -             | Группа | 1/2           | 1/2           | 1/2           | НП            | Группа        | -             | -             | -     | 0 / 5  | 9-9            |
| Турнир чемпионок / Трофей элиты | -             | -             | -     | -             | Группа        | Ф             | -      | -             | -             | -             | Не проводился | Не проводился | Не проводился | -             | НП    | 0 / 2  | 3-2            |

К — проигрыш в квалификационном турнире.

## История личных встреч
| Соперница         | Все встречи | Финалы |                   |
| ----------------- | ----------- | ------ | ----------------- |
| Кристина Плишкова | 0-1         | 0-0    | юниорские турниры |
| Кристина Плишкова | 5-4         | 1-1    | взрослые турниры  |